# Pteronymia denticulata
Pteronymia denticulata är en fjärilsart som beskrevs av Richard Haensch 1905. Pteronymia denticulata ingår i släktet Pteronymia och familjen praktfjärilar. Inga underarter finns listade.